# Kara-Suu
Kara-Suu (kirgisisch Кара-Суу Kara-Suu mit der Bedeutung „schwarzes Wasser“) ist eine Grenzstadt im Südwesten Kirgisistans an der Grenze zu Usbekistan mit 27.013 Einwohnern (Stand 2022). Kara-Suu ist Verwaltungssitz des gleichnamigen Bezirks Kara-Suu.

## Lage
Kara-Suu liegt 25 Kilometer nordöstlich von Osch. Die Stadt ist durch den Schachrichansai (kirgisisch Шахрихансай; usbekisch Shaxrixonsoy), einen kanalisierten linken Nebenarm der Karadarja, der dort die Staatsgrenze bildet, von der sich auf der usbekischen Seite anschließenden Stadt Qorasuv getrennt.

## Geschichte
Der Ort bildete in der Zeit des Russischen Reiches eine Einheit mit dem heutigen usbekischen Teil. Durch die Bildung der Usbekischen und Kirgisischen SSR (zunächst als ASSR) in den 1920er-Jahren wurde der Ort verwaltungstechnisch geteilt. Für den in Kirgisien liegenden Ort war in der sowjetischen Periode die Schreibweise Kara-Su, später Kara-Suu üblich. 2002–2008 wurde der Ort als Karasuu bezeichnet. Seit 2008 gilt wieder die Schreibweise Kara-Suu. Der Ort erhielt zunächst den Status einer Siedlung städtischen Typs und im Jahr 1960 das Stadtrecht.
Die einzige Brücke über den Fluss wurde Mitte der 1990er Jahre bei den Unruhen nach dem Zerfall des Sowjetreiches gesprengt und erst im Mai 2005 wiederhergestellt, nachdem Demonstranten bei den gewaltsam unterdrückten Unruhen in Usbekistan in großer Zahl auf die kirgisische Seite nach Kara-Suu geflohen waren.

### Einwohnerentwicklung
| Jahr | Einwohner |
| ---- | --------- |
| 1959 | 12.254    |
| 1970 | 16.133    |
| 1979 | 19.476    |
| 1989 | 19.208    |
| 1999 | 19.143    |
| 2009 | 20.862    |
| 2022 | 27.013    |

Anmerkung: Volkszählungsdaten

## Wirtschaft
Die Arbeitslosigkeit ist hoch und die Einwohner leben zum großen Teil vom Grenzhandel. Auf dem internationalen Markt von Kara-Suu verkaufen Usbeken landwirtschaftliche Produkte, während die Kirgisen mit Haushaltswaren aus China handeln. Der Markt ist der größte des Landes mit 10.200 Ladengeschäften und 16.300 Beschäftigten im Erfassungszeitraum 2008. Monatlich wurden in jenem Jahr geschätzt 94 Millionen US-Dollar umgesetzt, wobei der Anteil des Großhandels 80 Prozent betrug.

## Persönlichkeiten
- Achlidin Israilow (* 1994), kirgisisch-ukrainischer Fußballspieler